# رامون كاسترو خيخون
رامون كاسترو خيخون (بالإسبانية: Ramón Castro Jijón)‏   (15 نوفمبر 1915 - 1 نوفمبر 1984) هو سياسي من الإكوادور . شغل منصب رئيس الإكوادور من 11 يوليو 1963 إلى 29 مارس 1966. تم تعيينه قائدًا للبحرية الإكوادورية من قبل الرئيس كارلوس مونروي ، حيث أطاح به لاحقًا في انقلاب.  كان يشغل منصب رئيس المجلس العسكري طوال فترة رئاسته.